# بروك هارت
بروك هارت (بالإنجليزية: Brooke Hart)‏ هي صحفية ومراسلة أمريكية، ولدت في 1970م.